# Chalybion bonneti
Chalybion bonneti är en biart som beskrevs av Leclercq 1966. Chalybion bonneti ingår i släktet Chalybion och familjen grävsteklar. Inga underarter finns listade i Catalogue of Life.